# Hanadi
Hanadi (tiếng Ả Rập: هنادي) là một thị trấn ở phía tây bắc Syria, một phần hành chính của Tỉnh Latakia, nằm ở phía nam Latakia. Các địa phương gần đó bao gồm Baksa và Sqoubin ở phía bắc, al-Bassah ở phía tây và Fideo ở phía đông. Theo Cục Thống kê Trung ương Syria, Hanadi có dân số 3.076 trong cuộc điều tra dân số năm 2004. Cư dân của nó chủ yếu là Alawites.